# Абрамчик Микола Семенович

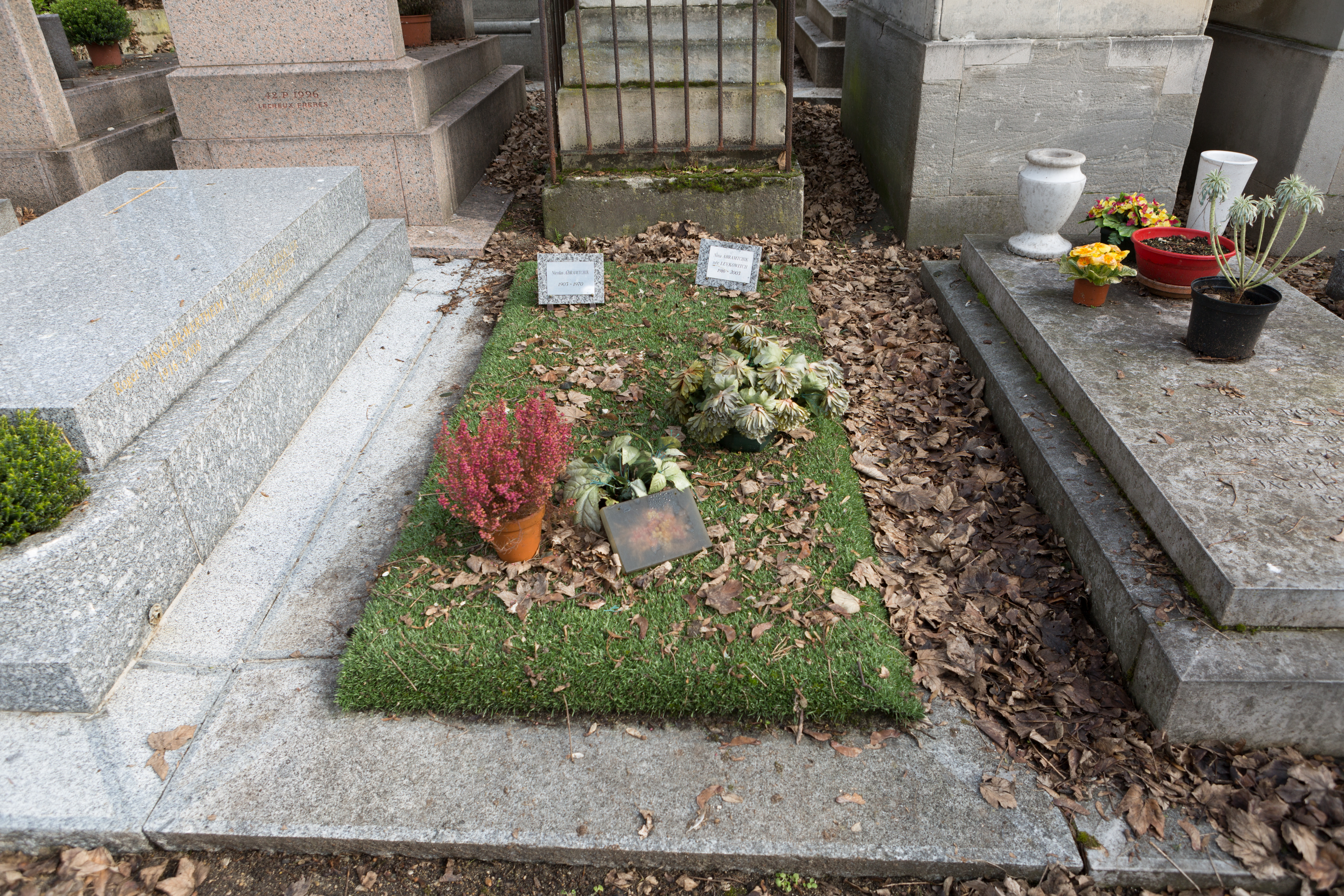
Могила Миколи Абрамчика на цвинтарі Пер-Лашез в Парижі

Микола Семенович Абрамчик (біл. Мікола Сямёнавіч Абрамчык) (16 серпня 1903, Сичевичі, Віленська губернія, Російська імперія — 25 травня 1970, Париж, Франція) — білоруський громадсько-політичний діяч, журналіст та публіцист. Голова Ради БНР (1943–1970).

## Біографія
Навчався в Радошковичах у білоруській гімназії. Після створення Білоруської Народної Республіки, ще будучи гімназистом, Абрамчик отримав мандат уповноваженого БНР у Вілейському повіті. Під час окупації Білорусі більшовиками виконував таємні доручення за наказом уряду БНР, зокрема відвідував Мінськ для пошуків прихильників незалежності БНР. У продовж двох років він понад 30 разів нелегально перетинав кордон Польщі і БРСР, таємно зустрічався з професором Всеволодом Ігнатовським, тодішнім наркомом освіти БРСР, який ввів його у мінське антибільшовицьке оточення.
У 1924 році емігрував до Чехословацької республіки, де продовжив навчання у Празькій сільськогосподарській академії. У Чехословаччині брав участь в Об'єднанні білоруських студентських організацій, а також зблизився з представниками Ради БНР в еміграції Петром Качевським та Василем Захарко.
У 1930 рокі Микола Абрамчик переїхав у Париж, де у 1932 році заснував об'єднання білоруських робітників — «Союз білоруської трудової еміграції». Під його керівництвом виходять періодичні видання «Бюлетень» та «Ехо». У 1941—1943 роках брав участь в роботі Білоруського комітету самопомочі в Берліні.
6 березня 1943 року, незадовго до своєї смерті, Василь Захарко передав Абрамчику посаду голови Ради БНР. На цій посаді Абрамчик редагує газету «Ранок» (1939—1944), організовує та читає лекції білорусоведення, видає книги Якуба Коласа та Лариси Геніюш, а також працює у комітеті сапопомочі у місті Білосток. У 1944 році він повертається у Париж.
Після Другої світової війни Абрамчик бере участь у післявоєнному антикомуністичному русі. Він починає співпрацю із ЦРУ під криптонімами AECAMBISTA-4 та CAMBISTA-4.
У 1948 році виступив одним з ініціаторів відродження БАПЦ.
У 1950 році у Торонто під його авторством виходить брошура «Я звинувачую Кремль у геноциді мого народу».
У 1950—1960 роках очолює Лігу за звільнення народів СРСР.
Микола Абрамчик помер 25 травня 1970 року в Парижі, був похований на цвинтарі Пер-Лашез. Через те що на могильній плиті не було напису місце поховання довгий час вважалось невідомим. Лише у 2008 році завдяки зусиллям організації «Білоруська національна пам'ять» місцезнаходження могили було встановлено.